# 能勢温泉
能勢温泉（のせおんせん）は、大阪府豊能郡能勢町にある温泉。

## 泉質
- 単純弱放射能泉（ラジウム温泉）
  - 泉温　34.2℃
- 肌触りが良いと評価を受けている。

## 温泉地
能勢町の緑豊かな山あいに、一軒宿の「能勢温泉」が存在。日帰り入浴可能。
料理は、旅館直営の農場で収穫した米や野菜を使用している。

## 歴史
前身のかんぽの宿は、1978年（昭和53年）に開業した。2007年2月末に閉鎖した。しかし、再開を望む声があったことから、民間に売却された。
その後、再オープンする。

## アクセス
- 能勢電鉄妙見線・日生線山下駅よりバスで20分。（無料定期送迎バスあり）

- 阪神高速道路阪神高速11号池田線・池田木部第二出入口から国道173号経由、車で30分。